# اس‌اس امریکنیس
اس‌اس امریکنیس (به انگلیسی: SS Amerikanis) یک کشتی بود که طول آن ۵۷۶ فوت (۱۷۶ متر) بود. این کشتی در سال ۱۹۵۱ ساخته شد.